# تشاند رام
تشاند رام (بالإنجليزية: Chand Ram) هو منافس ألعاب قوى هندي، ولد في 26 يناير 1958 في هاريانا في الهند.

## وصلات خارجية
- تشاند رام على موقع الاتحاد الدولي لألعاب القوى (الإنجليزية)
- تشاند رام على موقع أوليمبيديا (الإنجليزية)
- تشاند رام على موقع اتحاد ألعاب الكومنولث (مؤرشف) (الإنجليزية)